# Allothosea basistriga
Allothosea basistriga är en fjärilsart som beskrevs av Erich Martin Hering 1937. Allothosea basistriga ingår i släktet Allothosea och familjen snigelspinnare. Inga underarter finns listade i Catalogue of Life.